# Schloss Kummerow

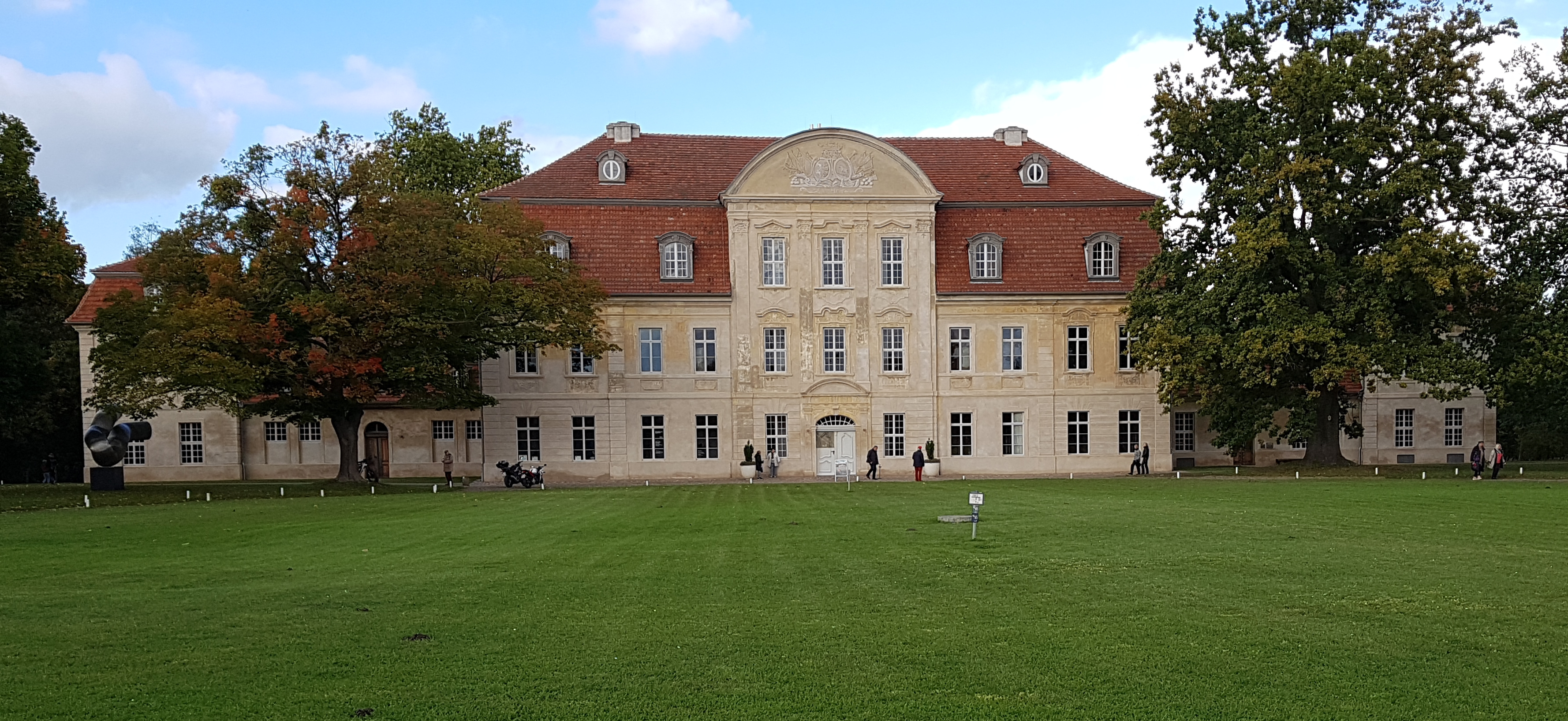
Schloss Kummerow (2020)

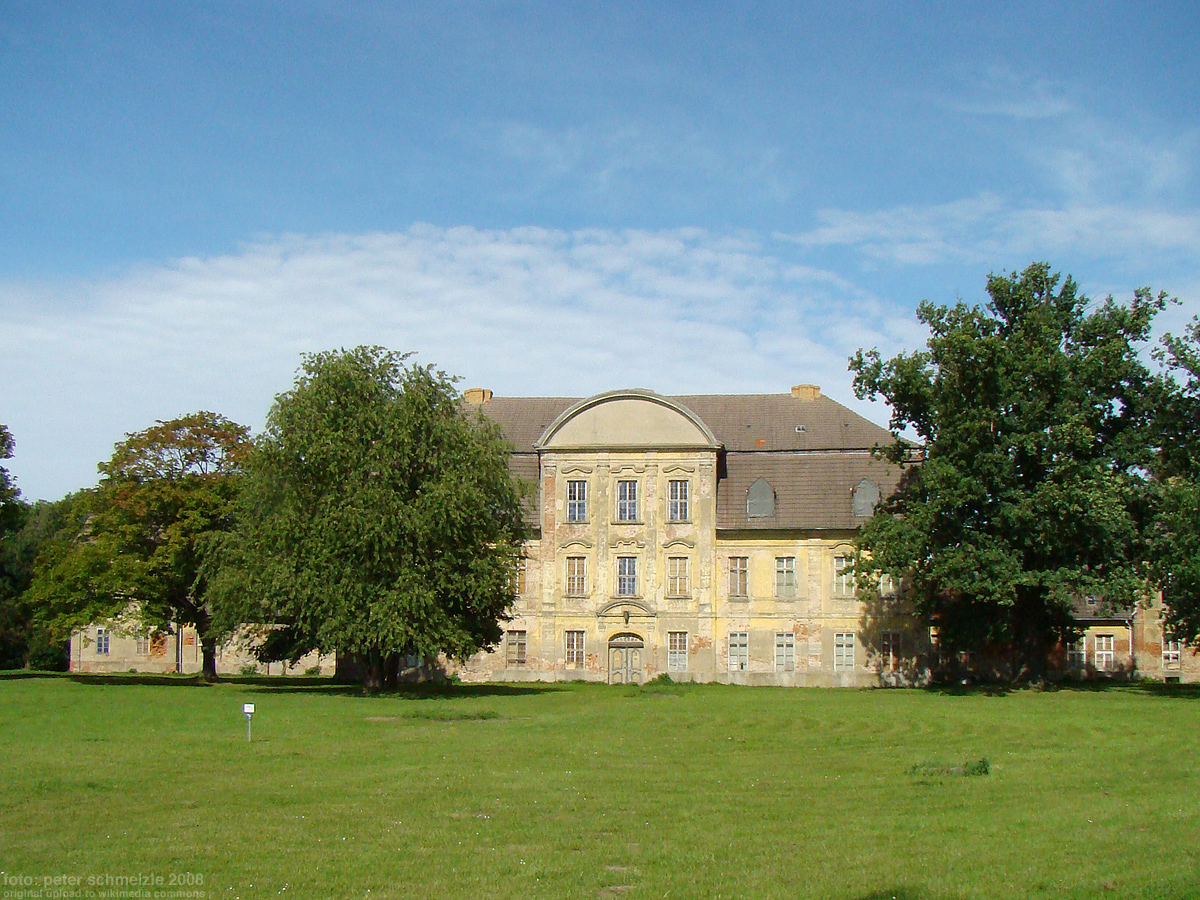
Schloss Kummerow (2008), unsaniert

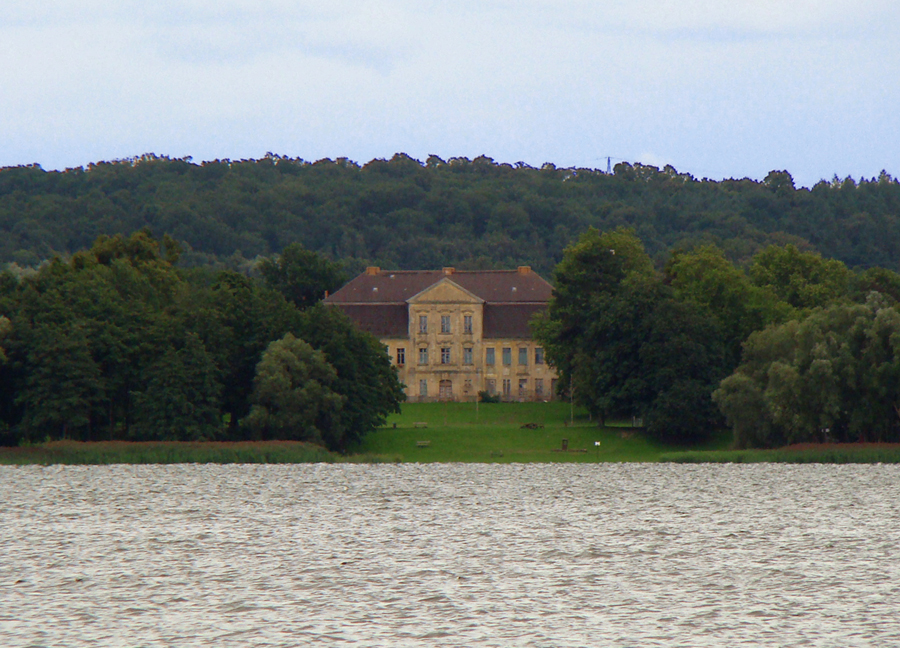
Ansicht von der Seeseite (2011)

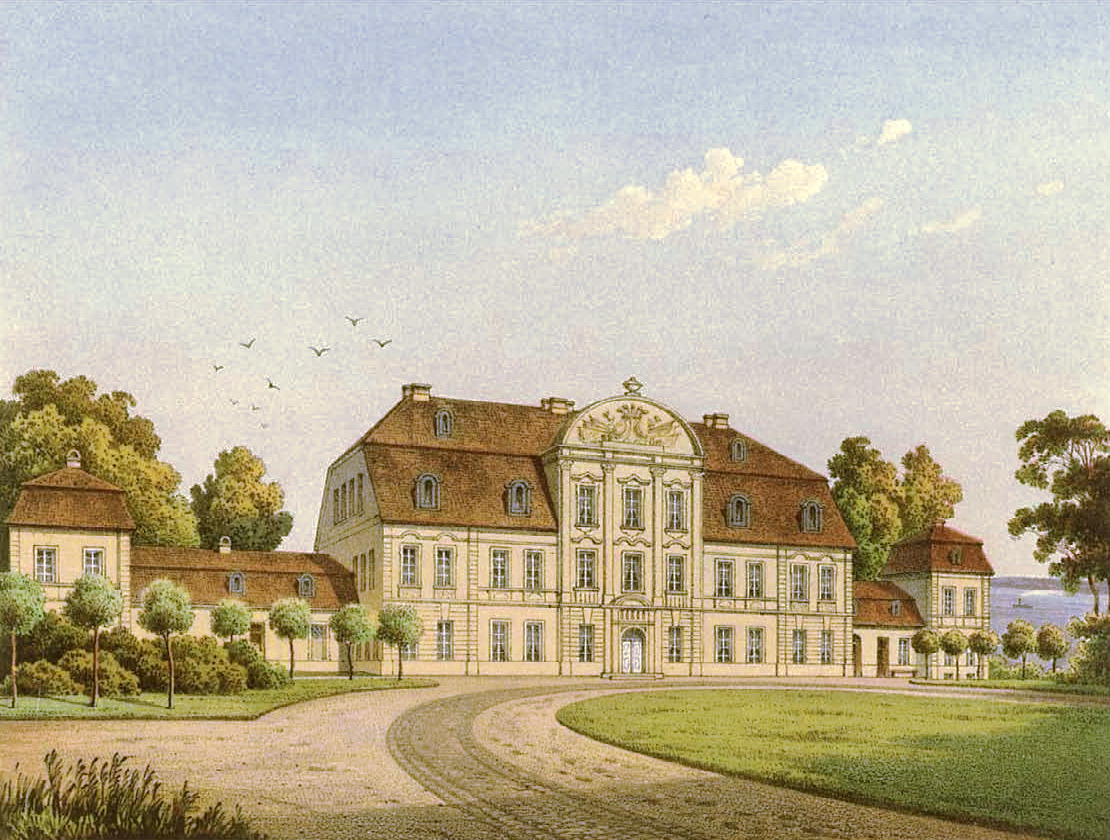
Schloss Kummerow um 1860, Sammlung Duncker

Schloss Kummerow ist ein Herrenhaus im Stil des Barock in Kummerow (am See) im Landkreis Mecklenburgische Seenplatte in Mecklenburg-Vorpommern.

## Geschichte

### Besitzgeschichte
Erstmals urkundlich erwähnt wurde Kummerow im Jahr 1222. Der Ort wurde bis ins 20. Jahrhundert Cummerow genannt. Schon 1255 erhielt der Ort das Stadtrecht. Im Jahr 1309 war Heinrich von Maltzahn Burgvogt von Kummerow und Vogt des Landes Kalden. Im Jahr 1315 wurde die Burg Kummerow belagert, konnte aber nicht eingenommen werden. Nach 1320 entzog der Herzog von Pommern den Herren von Maltzahn das Lehen und schenkte es 1368 dem Pfarrherrn von Kummerow. Um 1420 kam der Ort wieder an die Familie von Maltzahn. 1450 wurden Burg und Vogtei in einer mecklenburgisch-pommerschen Fehde belagert und erobert. Nach dem Friedensschluss am 29. August 1450 kamen Schloss, Stadt und Vogtei Kummerow an Mecklenburg.
Nach erneutem Krieg fiel Kummerow 1481 wieder an Pommern und ging wiederum als Lehen an die Maltzahns. Von 1573 bis 1671 gab es langwierige Fehden und Verhandlungen zwischen den Maltzahns, der Stadt und dem Kloster Dargun. Der Dreißigjährige Krieg führte zu großen Verwüstungen in Kummerow, nur 16 Bewohner überlebten den Krieg. Danach geriet Kummerow an den dänischen General Adam Weiher. 1671 verlor Kummerow seine Stadtrechte und die Familie von Maltzahn wurde wiederum Eigentümer des Ortes, was ihr 1741 der neue Landesherr, der König in Preußen Friedrich II., bestätigte.
1730 wurde Schloss Kummerow im Stil des Spätbarocks – in der Typologie des Versailler Vorbilds – fertiggestellt und erst 100 Jahre später um den Landschaftspark erweitert. Immer wieder erlebte das Gut durch das lebhafte Schicksal seiner Besitzer Zeiten der Verwaisung. Nach dem Ersten Weltkrieg wurden das Haus und der Park umfangreich renoviert. In der Weimarer Republik und während des Nationalsozialismus bis 1941 erfuhr das Gut durch Mortimer Freiherr von Maltzahn eine neue Blütezeit als Großgrundbesitz. Mortimer wurde der erste gewählte Bürgermeister und passte sich den neuen Machtverhältnissen bis zu seiner Enteignung durch die Bodenreform der frühen DDR entsprechend an.
Nach 1945 wurde das Schloss von sowjetischen Kräften besetzt und als Quarantänelager für Flüchtlinge und ehemalige Zwangsarbeiter umfunktioniert. In den folgenden 40 Jahren bis 1993 wurde die Schlossanlage verschiedentlich von der Gemeinde genutzt. Eine Konsumverkaufsstelle mit Gastwirtschaft, die Bürgermeisterei, eine Grundschule, ein Kindergarten und eine Oberschule befanden sich darin. 1985 ging die Anlage in das Eigentum der Deutschen Post (DDR) über.
1993 wurde es in Privatbesitz verkauft und sollte zunächst als Hotel ausgebaut werden. Die Pläne wurden jedoch nicht verwirklicht, sodass der Dachstuhl und nachfolgend das übrige Gebäude bis zum drohenden Einsturz verfielen. 2011 ging Schloss Kummerow in den Besitz des Immobilienkaufmanns Torsten Kunert über, der das Schloss sanierte und als öffentlich zugängliche Kunsthalle mit seiner Fotografischen Sammlung ausstattete. Sein Sanierungskonzept umschloss die Spuren der Vergangenheit und setzte sichtbar nur dort Neues, wo Fehlstellen entstanden waren. So wurden Türen und teilweise Wandvertäfelungen in ihrem ursprünglichen Erhaltungszustand belassen und spiegeln die verschiedenen Phasen der Existenz des Hauses. Schöne Dielenböden und ein prachtvolles barockes Treppenhaus – dem von Schloss Ivenack ähnlich – künden vom Glanz der Erbauungszeit, Fragmente aus DDR-Zeiten bezeugen die jüngere Nutzung.

#### Zeittafel
- 1222 Erste urkundliche Erwähnung als Cummerow
- 1236 Eroberung der Burg Kummerow. Johann de Mulsan (Ahnherr der Maltzahns) wird als Burgvogt eingesetzt.
- 1240 Kummerow wird Pommern zugesprochen.
- 1255 Kummerow erhält das Stadtrecht.

- 1322 Die Maltzahns verlieren die Vogtei. Es folgen Jahrzehnte des schnellen Besitzerwechsels durch Konflikte in der Grenzregion.
- 1481 Die Maltzahns erhalten die Vogtrechte in Kummerow zurück. Es folgen Konflikte über Gebietsansprüche und Frondienste mit den Stadtbürgern und dem Kloster Dargun.
- 1532 Das Erbmarschallamt der Moltans zu Osten, Wolde und Kummerow wird geregelt. Jeweils dem ältesten des Geschlechts fällt dieses Amt zu.
- 1578 Hartwig Maltzahn überfällt nach langjährigen Auseinandersetzungen über Frondienste und Landaneignungen die fronpflichtigen Dörfer und pfändet die Bauern aus.
- 1588 Hartwig Maltzahn beginnt einen ersten Hexenprozess gegen eine Bäuerin, die auf dem „Gerichtsberg“ verbrannt wird.
- um 1600 Die Junkerfamilie Moltzan bewohnt die Wasserburg Kummerow.
- ab 1618 Der Dreißigjährige Krieg führt zu großen Verwüstungen in Kummerow. Die Burg war teilweise zustört.
- 1652 Westfälischer Friede. Kummerow steht unter schwedischer Herrschaft.
- 1700 Hans Jakob Maltzahn löst die Kummerower Güter wieder ein.
- 1720 Im Friedensvertrag zwischen Preußen und Schweden fiel Kummerow dem Königreich Preußen zu. Die pommerschen Maltzahns kamen in unmittelbare Lehensabhängigkeit von Berlin, blieben aber ideell der schwedischen Krone verpflichtet. Aus ihren Reihen tritt der jüngste von drei Brüdern, Alex Albrecht II, heraus und schwört dem König von Preußen den Treueid und erhält somit das Erblandmarschallamt.
- 1724 Axel Albrecht II zieht nach Kummerow.
- 1725 Auf dem Gelände der Wasserburg am See befindet sich das mittelalterliche Wohnhaus mit Turm. Es brennt in diesem Jahr mit all seinen Nebengebäuden ab. Der Bau des heutigen Schlosses beginnt. Die Anlage folgt dem Typus des Schlosses von Versailles.
- 1730 Fertigstellung des Schlosses. Die Meierei Axelhof entsteht.
- 1734 Kummerow erhält Sonderrechte um Gewerbe anzusiedeln.
- 1740/41 erster veranlasster Schulunterricht in Kummerow. Die Maltzahns erhalten einen großen Lehensbrief vom preußischen Staat und sind auf dem Höhepunkt ihrer Macht.
- 1761 Schloss Ivenack geht an den 2. Sohn Axel Albrechts von Maltzahn.
- 1763 erste allgemeine Schulpflicht veranlasst durch preußisches Recht
- 1797 Erbvergleich zwischen den Brüdern von Maltzahn.
- um 1830 Überformung des barocken Schlossgartens im Geschmack der Zeit in einen Landschaftspark nach Ideen von Peter Joseph Lenné.
- 1857 Kummerow ist im Besitz des Kammerherrn Landschaftsdirektors Rudolf von Maltzahns, Schloßgesessener,[2] auch auf Vollratsruhe im Mecklenburgischen. Das Schloss ist verwaist.
- 1895 Mortimer Bogislaw Ernst August von Maltzahn wird auf Schloss Kummerow geboren. Er ist der letzte Baron von Maltzahn auf Schloss Kummerow, Schulzeit in Brandenburg und Lübeck,[3] Kriegsdienst, Leutnant d. R.[4] Seine spätere Ehe bleibt kinderlos.
- 1918 Nach dem Ende des Ersten Weltkrieges und dem Beginn der Weimarer Republik verlieren die Maltzahns ihre Erbansprüche auf politische Ämter. Mortimer von Maltzahn lebt mit seiner Frau Helene von Viettinghof-Scheel[5] auf Schloss Kummerow und gestaltet das damals 250 Jahre alte Schloss und den Landschaftspark neu.[6]
- bis 1933 Mortimer von Maltzahn führt das Gut geschickt durch die Weltwirtschaftskrise. Politisch orientiert er sich an den aufstrebenden rechten Kräften.
- 1933–1942 Schloss und Gut befinden sich wirtschaftlich im Aufschwung. Mortimer von Maltzahn ist politisch aktiv.
- ab 1943 Aufnahme von Evakuierten und Flüchtlingen.
- 1945 Russische Einheiten rücken in Kummerow ein. Schloss und Gutsgebäude dienen als Quarantänelager. Tausende ehemalige Zwangsarbeiter werden hier versorgt und durchgeschleust. Rückkehr und Verhaftung Mortimer von Maltzahns. Durch die Flüchtlinge verdoppelt sich die Einwohnerzahl von 325 auf über 700.
- 1947/48 Die alten Besitzverhältnisse werden aufgelöst und enteignet. Mortimer von Maltzahn geht nach Düsseldorf und betreibt dort erfolgreich eine Reinigung. Das Wohnhaus des Schlosses wird an die Gemeinde für verschiedene Nutzungen übergeben, die Gutshäuser fallen der LPG „Völkerfreundschaft“ zu. Sowohl Schloss als auch Dorf werden modernisiert und den neuen Ansprüchen angepasst. Sie werden als Konsumverkaufsstelle mit Gastwirtschaft, Bürgermeisterei, Schule, Kindergarten, Kulturraum, FDJ-Raum, aber auch zu Wohneinheiten umgeformt.
- 1964 Renovierung des Wohnhauses von Schloss Kummerow.
- 1980er Dachdeckung aus Biberschwanzziegeln entfernt und durch Betonsteine ersetzt.
- 1985 plante die Deutsche Post, das Schloss für das Kombinat Fernmeldebau als Schulungs- und Erholungsstätte auszubauen.
- 1992 Verkauf des Schlosses an einen Privatmann. Leerstand und Verfall.
- 2011 Versteigert an den Immobilienkaufmann Torsten Kunert. Es folgt die Fertigstellung des neuen Dachs und der ehemaligen jetzt wiedereingesetzten barocken Gauben.
- 2015 Erste Nutzung als Ausstellungshaus mit Werken von Eberhard Göschel.
- 2016 Eröffnung der Fotografischen Sammlung – Schloss Kummerow

### Baugeschichte

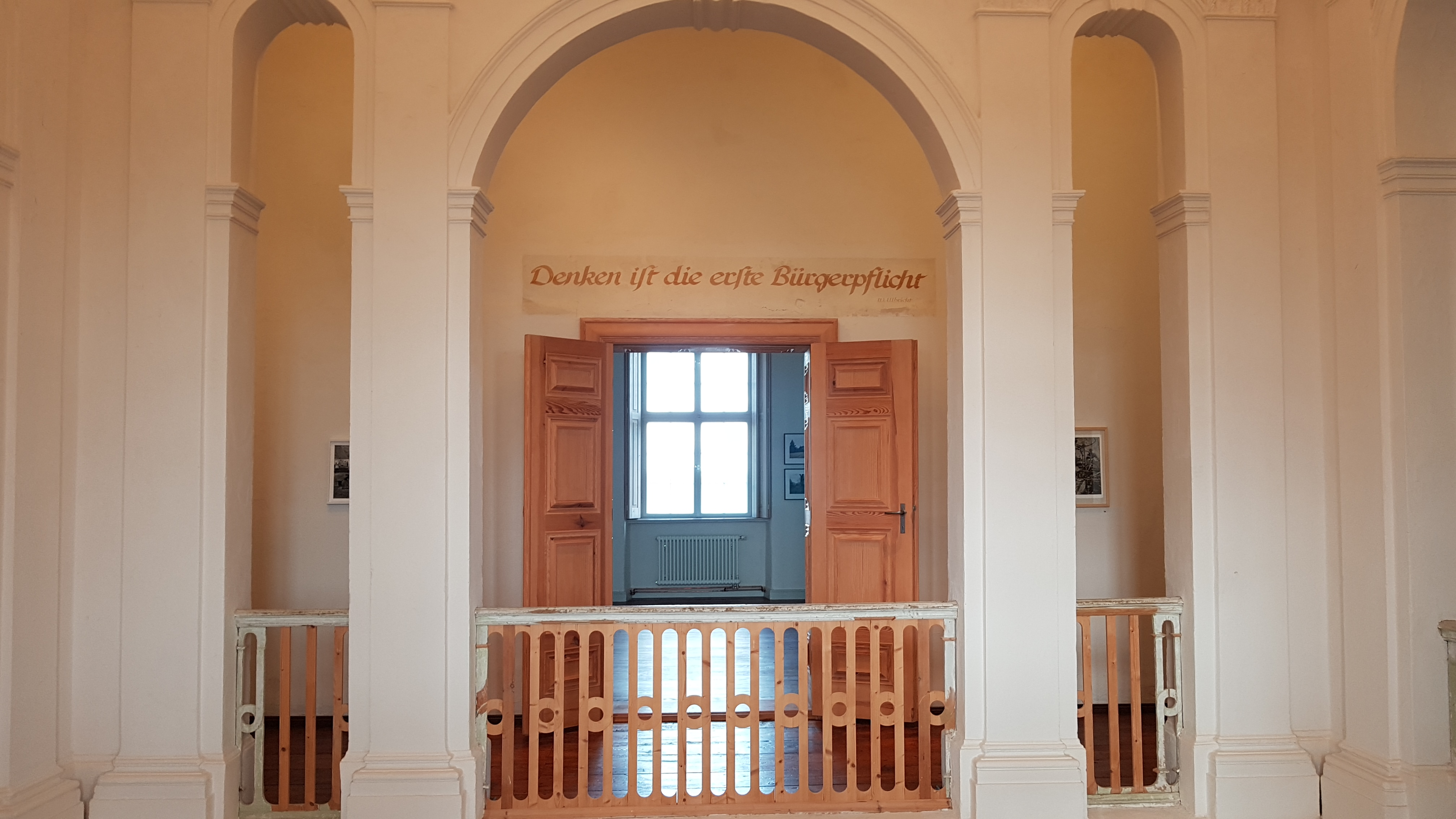
Treppenhaus mit Walter-Ulbricht-Zitat von 1961

Das Schloss Kummerow unmittelbar am Ufer des Kummerower Sees wurde anstelle eines 1725 abgebrannten älteren Herrenhauses bis 1733 im Stil des Barock für den Landrat Axel Albrecht von Maltzahn erbaut. Um das Schloss entstand ein Landschaftspark nach Plänen von Peter Joseph Lenné.
Nachdem die Familie Maltzahn 1945 enteignet worden war, diente das Hauptgebäude des Schlosses als Schule und Gemeindebüro. Im Landschaftspark wurde ein Sportplatz angelegt. 1964 wurde das Hauptgebäude renoviert. Nach der Wende begannen am Herrenhaus Umbauarbeiten für eine geplante kommerzielle Nutzung der in Privatbesitz befindlichen Anlage, die dann jedoch eingestellt wurden. Seither verfiel das architektonisch wertvolle Barockschloss zusehends. Die Zerstückelung des Parks und umliegender Grundstücke durch die Gemeinde erschwerten eine neue Nutzung.
Im März 2011 wurde die Schlossanlage bei der Frühjahrsauktion der Deutschen Grundstücksauktionen AG bei einem Mindestgebot von 95.000 Euro zur Versteigerung angeboten und von einer Berliner Gesellschaft für 130.000 Euro erworben. Investor war der Immobilienkaufmann Torsten Kunert († März 2020) aus Berlin. Er verfolgte das Vorhaben, im Schloss seine fotografische Sammlung auszustellen.
Nach dem Verkauf des Schlosses im März 2011 wurden zahlreiche Einbauten aus DDR-Zeiten abgerissen. Im April 2013 wurde begonnen, das Mansardwalmdach des Barockbaus zu renovieren. 30.000 handgestrichene Biberschwänze und 20 originale barocke Gauben bekrönen das neue Dach. Die Arbeiten am Dach waren 2013 abgeschlossen.
Eine erste Ausstellung zum Tag des offenen Denkmals am 20. September 2015 zog 4000 Besucher an. Mit dem Werk des Dresdner Malers Eberhard Göschels wurde die Art des Umbaus unterstrichen. Die Wahl des Künstlers und das Sanierungskonzept gingen hier Hand in Hand, um den Geist der erhaltenen Spuren mit der Malweise des Künstlers aufzuladen und seine künstlerische Haltung mit der Geschichte des Hauses zu verzahnen. Hinterlassene Spuren erzählen vom Leben in wechselnden Ideologien. So steht im Spiegelsaal, erhalten als alte Wandbemalung: „Ich bin das Schwert! Ich bin die Flamme! Ich habe euch erleuchtet in der Dunkelheit, und als die Schlacht begann, focht ich voran, in der ersten Reihe.“ Auch wenn die Zeitläufte das Heine-Zitat seiner ehemaligen sozialistischen Propaganda entleert haben, soll es das Haus in seiner collagehaften Erscheinung mit feudalen Versatzstücken zu neuem Leben anfeuern. Von Walter Ulbricht blieb der Satz „Denken ist die erste Bürgerpflicht“ erhalten. Er fiel 1961 einen Monat nach dem Mauerbau.

## Fotografische Sammlung – Schloss Kummerow
2016 eröffnete die Fotografische Sammlung – Schloss Kummerow und fügte sich in das Sanierungskonzept des Herrenhauses inhaltlich ein. Der allgemeine Zeitbezug des Mediums Fotografie trifft auf die behutsame Wiederherstellung des historischen architektonischen Bestands. So präsentiert sich die Sammlung nicht in den üblich hergerichteten weißen Räumen, sondern steht im Dialog mit den absichtlich erhaltenen Spuren der Vergangenheit des Hauses und seiner Geschichte.
Im Bestand der Sammlung finden sich über 2000 Fotografien der Privatsammlung von Torsten Kunert. Das Konvolut gehört zu den führenden fotografischen Privatsammlungen in Deutschland und bildet den Grundstock für Dauer- und Wechselausstellungen auf Schloss Kummerow. Der Schwerpunkt der Bestände liegt im Zeitraum ab dem Zweiten Weltkrieg bis in die Gegenwart und wird durch neue Positionen der Fotografie ständig erweitert. Durch Ankäufe kamen seit den 1990er Jahren Originale international bekannter Fotografen in die Sammlung. Der Ausstellungsbetrieb wird von einer Gemeinnützigen GmbH betreut.
Das Herzstück der Bestände bilden Fotografien, die in der Zeit der DDR von heute renommierten Vertretern der Fotogeschichte der DDR aufgenommen wurden. Sie dokumentieren vergangene und nachwirkende Lebenswelten der Menschen auf dem Gebiet der ehemaligen DDR.
Ergänzt wurde die Sammlung durch den Ankauf von Sammlungen anonymer Fotografie zur Geschichte der Dokumentar- und Sachfotografie, außerdem durch Werke und Dokumente, Archive und Nachlässe.
Eine Publikumsattraktion repräsentiert die Dichte großformatiger Werke, die dem Schloss mit seinen über 3500 Quadratmetern seine einst gepriesene Ausstattung mit Gobelins zurückübereignen. Mehrere Videoräume ermöglichen die Präsentation zeitbasierter Werke wie Film und Video.
Thematische Ausstellungen der Sammlung  setzten sich mit der Kulturgeschichte der Fotografie auseinander und beschäftigen sich mit den sozialen und politischen Auswirkungen des Mediums. Gezeigt werden sowohl Präsentationen, die aus dem eigenen Bestand zusammengestellt werden, als auch solche, die damit in Dialog stehen.
Künstler: Marina Abramović, Nobuyoshi Araki, Fiona Banner, Peter Beard, Bernd und Hilla Becher, Sibylle Bergemann, Viktoria Binschtok, Thorsten Brinkmann, Daniele Buetti, Martin Damman, Thomas Demand, Arno Fischer, Günther Förg, Maike Freess, Andreas Gursky, Harald Hauswald, Candida Höfer, Sabine Hornig, Clemens Krauss, Ute und Werner Mahler, Bjørn Melhus, Helmut Newton, Tatsumi Orimoto, Helga Paris, Nira Pereg, Bettina Rheims, Thomas Ruff, Sebastião Salgado, Adrian Sauer, Martin Schöller, Sarah Schönfeld, Gundula Schulze Eldowy, Thomas Struth, Hiroshi Sugimoto, Miroslav Tichý, Ulay, Mariana Vassileva, Michael Wesely, Siegfried Wittenburg und viele andere.
Torsten Kunert starb 2020. An ihn erinnert in der Ausstellung ein großformatiges Schwarzweißfoto, eine Mehrfachbelichtung von Michael Wesely.
Die Tochter Aileen Kunert setzt die Arbeit des Vaters fort und lud für die von Daniel Blochwitz kuratierte Sonderausstellung Provincia fünf Fotografen – Ingar Krauss, Ute Mahler und Werner Mahler, Hans-Christian Schink und  Ulrich Wüst – ein, ihre Sicht auf das Leben abseits der Metropolen zu präsentieren (bis 1. November 2020).

## Beschreibung
Der zweigeschossige, über elf Achsen langgestreckte Hauptbau mit Putzfassade und Mansardwalmdach hat einen dreigeschossigen, segmentbogigen Portalgiebel und ist über eingeschossige Galeriebauten mit zweigeschossigen Eckpavillons verbunden. Das Schloss ist von historischen Wirtschaftsgebäuden und den Überresten eines Landschaftsparks umgeben.

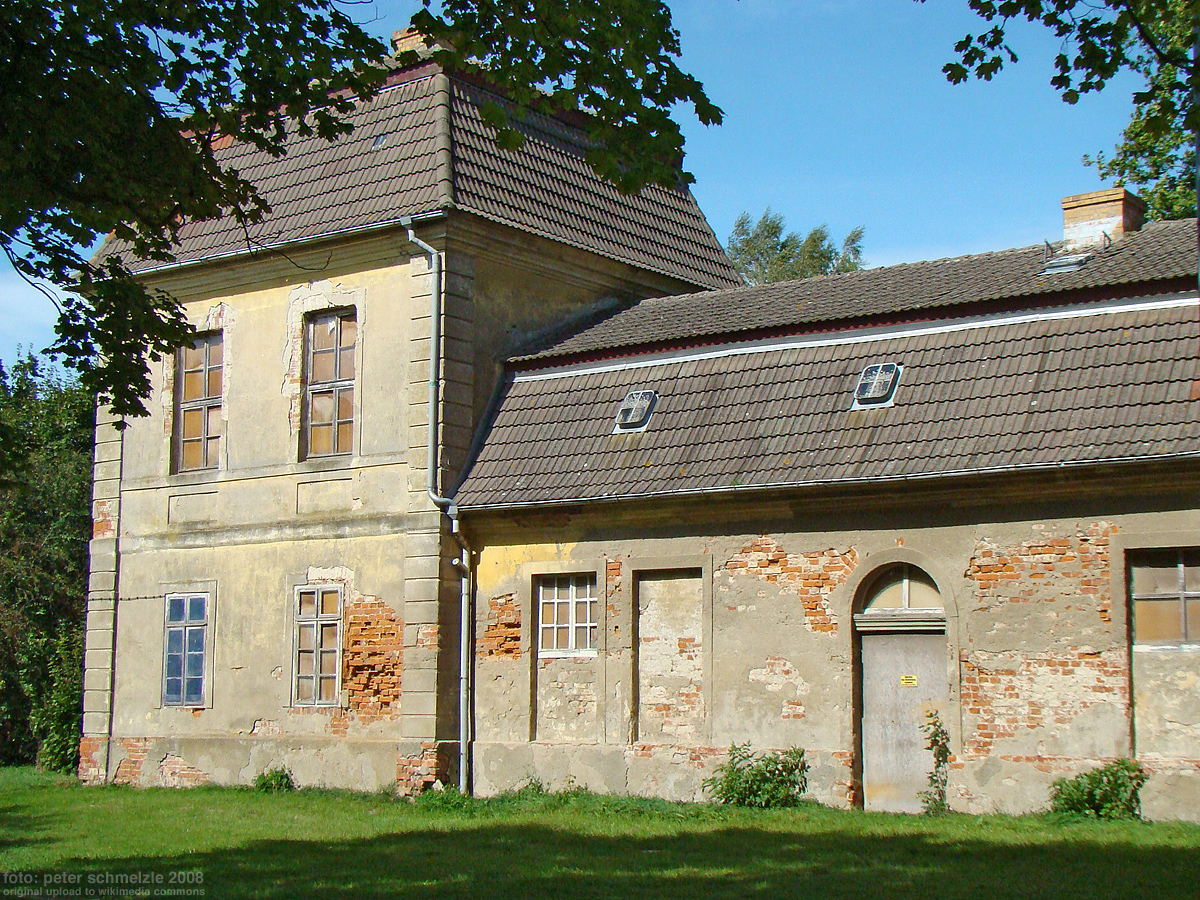
Linker Eckpavillon
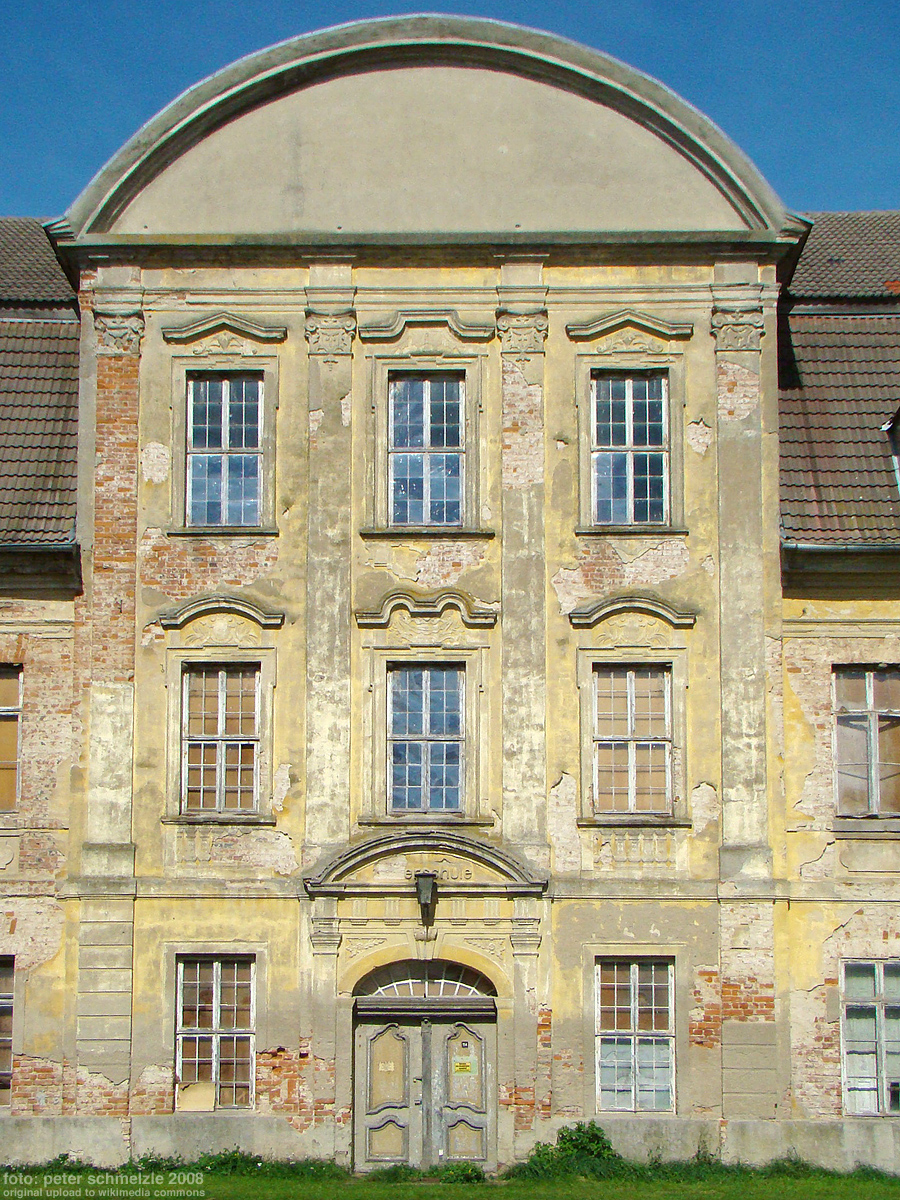
Portal mit leerem Wappenfeld
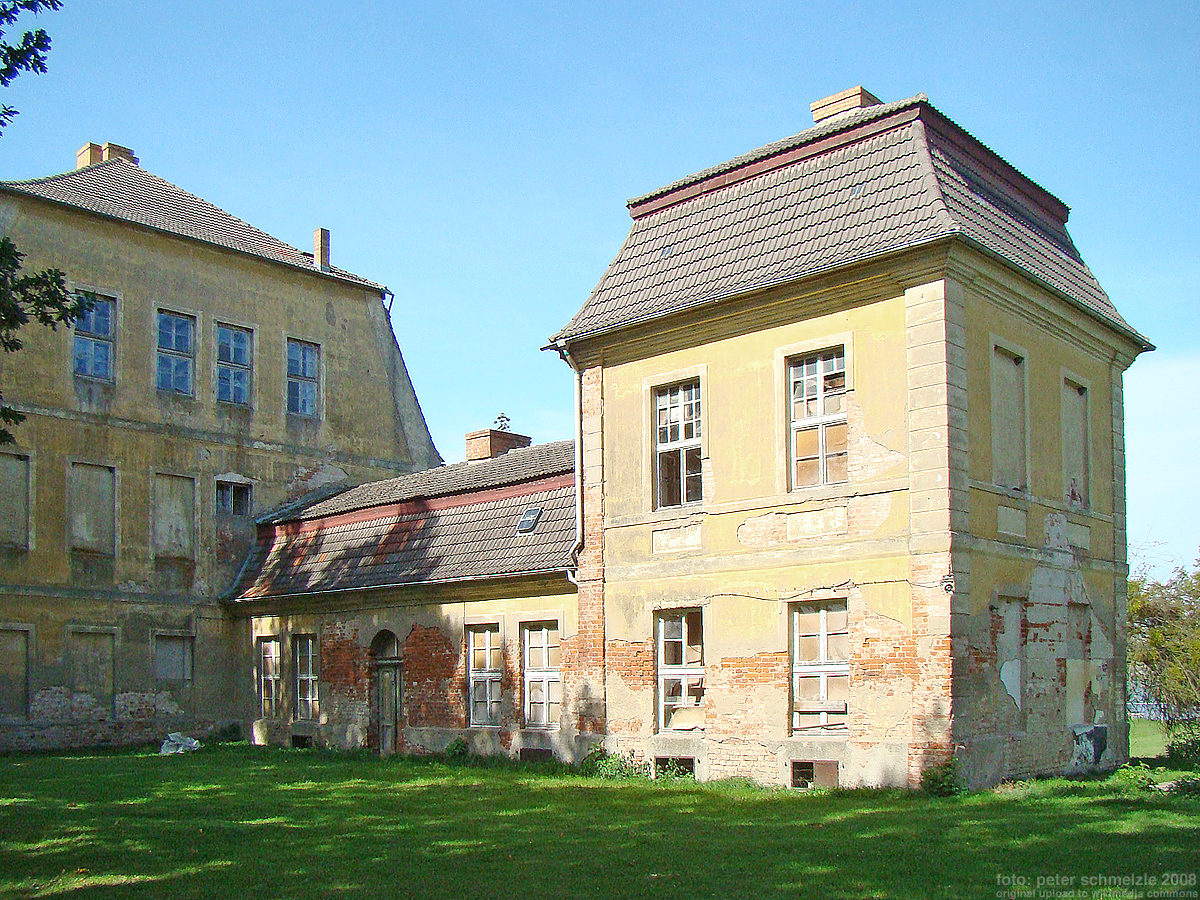
Rechter Eckpavillon